# 中国传说生物
本文收集中国神话与传说中提及的生物、十二生肖动物、宗教中提及的生物、近代神秘生物以及都市传说的生物、龙生九子以及脊兽等等。其中有些动物出现在上述的几个范围里，不容易明确划分。

## 过年相关

### 年、夕、岁

#### 概述
年是一种凶兽，又名“夕”故过年又称“除夕”，每“年”一次出来害人，先人无法制服它。
也有人认为年和夕是两种不同的凶兽，但是在传统文化中，人们常常将年和夕都视作同一或同类神怪。
就古代汉语的词义来分析“除夕”，“除”由“去除”这一意义引申，有除旧生新的意思。（《诗经小雅小明》有“日月方除”，指新年后不久的初春季节。）“夕”则为“夜晚”的意思，或有“日之夕”、“月之夕”这样比喻的说法。所以“除夕”即为一年最后一天，是“岁之夕”，有除旧生新的含义。

#### 传说
年凶狠无比，每天要吃一种不同的生物来充饥。每年一次，“年”闯入村庄吃人。人们聚在一起，共同抵御“年”。这时候，有人穿红衣，烧竹竿取暖。竹竿燃烧时有“噼啪”爆炸的声音，把年吓跑了。自这时候起，人们认识到年的习性：怕红、怕“噼啪”声。所以每年腊月三十，人们穿红、放炮、举家团圆，共同庆祝“过年”。度过年关之后，为正月初一，又是新的一“年”。

#### 形状
- 形若狮而独角
- 面目狰狞

#### 习性
- 常年深居海底，每年一次爬上岸，吞食牲畜和人。（一说散居在森林里）
- 怕红、怕光、怕响。

#### 民俗
后来，人们为了庆祝过年，并且防止年再出来伤人，他们每年腊月三十放炮、穿红衣服、贴红对联、敲锣打鼓。这种习俗一直延续下来，成为全世界庆祝人数最多，最热闹的节日之一。

#### 文献
《诗经·小雅·庭燎》中记载着关于爆竹的由来。文中有“庭燎之光”一词。“庭燎”是用竹竿做的火炬。庭燎燃烧时，竹腔爆裂，发出响声，这种庭燎又被称为“爆竹”。后来人们发明火药，用火药模仿“爆竹”，也就是人们过年时放的炮。

## 四凶

### 穷奇
穷奇一般被认为是凶兽，但是《淮南子·墬形训》说它是天神。它是“颠倒是非”、“阿谀逢迎”、“忠奸不明”、“残害忠良”的典范，用来形容那些背心忘义的小人。

#### 外形
- 《山海经。西次四经》：“状如牛，音如狗”。
- 《山海经·北山经》：“其状如牛，猬毛，名曰穷奇，音如獆狗”。
- 《山海经。海内北经》：“状如虎，有翼”。
- 《淮南子·墬形训》高诱注：“其形如虎也。”

#### 天神说法
- 《淮南子·墬形训》：“穷奇，广莫风之所生也。”
  - 高诱注曰：“穷奇，天神也。在北方道，足乘两龙，其形如虎也。”

#### 恶兽说法
穷奇是一种食人的凶兽。专吃好人，而遇到坏人百般逢迎。
- 《山海经·北山经》：“又西二百六十里，曰邽山。其上有兽焉，其状如牛，猬毛，名曰穷奇，音如獆狗，是食人。”
- 《神异经。西北荒经》：“知人语言，逢忠信之人，啮而食之，食人自首始；逢奸邪则擒兽而伺之”。
  - 译：穷奇懂得人话。遇到守忠信之人，从脑袋开始把人食下去。遇到奸邪之人，穷奇去抓禽兽送给他。

#### 比喻义
穷奇被用来比喻背心忘义、是非颠倒之人。
- 《左传·文公十八年》：“少皞氏，有不才子，毁信恶忠，崇饰恶言，天下谓之穷奇。”

### 饕餮
饕餮，中国傳說中的一種兇惡貪食的野獸，古代青銅器上面常用它的頭部形狀作裝飾，叫作饕餮紋。傳說是龍生九子之一。一說是斷頭的蚩尤。現在則用來形容極度好食的人。

### 混沌
《山海经》第二卷《西山经》云：“又西三百五十里曰天山，多金玉，有青雄黄，英水出焉，而西南流注于汤谷。有神鸟，其状如黄囊，赤如丹火，六足四翼，浑敦无面目，是识歌舞，实惟帝江也。”浑敦即混沌，混沌的形象为识歌舞的神。

### 脊兽

#### 太和殿脊兽
龙、凤、狮子、天马、海马、狻猊、猰貐（yā yù）、獬豸、牛、行什

## 龙生九子
后羿射日

## 四象
四象指四个方向，每一个方向有七种动物。构成四七二十八宿。加上代表方向的四种动物，总共三十二种动物。

## 其他
鸩、鸨

### 龙
龙、龙王、神龙、天龙、地龙

### 精卫
精卫是一种鸟，代表着契而不舍的精神。
- 详见精卫填海条目
- 另参见以此靈獸命名的人汪精卫

## 成语
- 龙凤呈祥
- 精卫填海
- 魑魅魍魉
- 牛头马面

## 道教传说
- 精怪、妖怪、妖魔
- 僵尸
- 人参果
- 蟠桃
- 虾兵蟹将
- 巡海夜叉

## 近代传说
- 天池水怪
- 神农架野人
- 喜马拉雅山雪人
- 猫脸老太太
- 吸血老太婆
- 成都街头僵尸
- 魔都吸血鬼
- 吸血研究员
- 限电爸

## 参看
- 中国神话
- 中国神话故事解说
- 中国神话人物列表
- 中国妖怪列表